# 22605 Стіврамзі
22605 Стіврамзі (22605 Steverumsey) — астероїд головного поясу, відкритий 23 квітня 1998 року.
Тіссеранів параметр щодо Юпітера — 3,622.